# Canuleius ingenua
Canuleius ingenua är en insektsart som först beskrevs av Brunner von Wattenwyl 1907.  Canuleius ingenua ingår i släktet Canuleius och familjen Heteronemiidae. Inga underarter finns listade.